# Sándorfi György
Sándorfi György (Kispest, 1932. augusztus 13. – Budapest, 1993. július 6.) mérnök, országgyűlési képviselő.

## Élete
Sándorfi György mérnökként végzett, de munkája mellett előszeretettel érdeklődött a magyar várak iránt is. Érdeklődéséből kifolyólag mérnöki szaktudására támaszkodva kidolgozott egy módszert, amellyel az egyes várak felmérésének idejét rendkívüli módon lecsökkentette. Ezzel a módszerrel lehetővé vált Nováki Gyula és más munkatársak részére húsz év alatt 170 magyar vár felmérése.
1993-ban, 61 éves korában érte a halál.

## Főbb munkái
- A magyar várépítészet korai szakaszáról, irodalmi adatok és terepbejárások Alapján (Archeológiai Értesítő 106 1979)
- Motte típusú várak a történeti Borsod vármegyében ( A Herman Ottó múzeum évkönyve XIX. Miskolc 1980)
- Várak a X. században Magyarországon (Műemlékvédelem 33.1989/1)
- Három korai Magyar motte (Műemlékvédelem 30.1986/1)
- Hozzászólás az Árpád-kori "kisvárak" problémájához (Műemlékvédelem 31. 1987/1)